# رنه فاوره
رنه فور (فرانسوی: Renée Faure‎؛ ۴ نوامبر ۱۹۱۸ – ۲ مهٔ ۲۰۰۵) یک هنرپیشه اهل فرانسه بود.